# Relaciones Estados Unidos-Haití
Las relaciones Estados Unidos-Haití son las relaciones diplomáticas entre Estados Unidos y Haití. Según el Informe de liderazgo global de EE. UU. de 2012, el 79% de los haitianos aprueba el liderazgo de los EE. UU., con un 18% de desaprobación y un 3% de incertidumbre, la calificación más alta para cualquier país encuestado en América.

## Introducción
Debido a la ubicación de Haití, Haití tiene el potencial de afectar la estabilidad del Caribe y América Latina y, por lo tanto, es estratégicamente importante para los Estados Unidos. Históricamente, los Estados Unidos vieron a Haití como un contrapeso a la Cuba comunista. El potencial de Haití como socio comercial y actor en el comercio de drogas hace que la nación sea estratégicamente importante para los Estados Unidos. Además, ambas naciones están atadas por una gran diáspora haitiana que reside en los Estados Unidos.

## Historia

### Relaciones Haití-Estados Unidos (1804–1914)
Después de que Haití obtuvo su independencia de Francia en 1804, a través de la rebelión de esclavos, la esclavitud del sur temía que este evento pudiera influir en los esclavos en los Estados Unidos, y Estados Unidos se negó a reconocer la independencia de Haití hasta 1862. El presidente Andrew Johnson sugirió anexar la isla para asegurar la influencia sobre Europa en el Caribe. El gobierno de los EE. UU. nunca lo hizo, pero sí puso militares activos en la isla durante este período. A lo largo del siglo XIX, las personas de raza mixta y los negros solían entrar en conflicto y recurrir a la intervención extranjera. Durante este período, según el historiador Hans Schmidt, la Marina de los Estados Unidos envió barcos a Haití 19 veces entre 1857 y 1913 para "proteger las vidas y propiedades de los estadounidenses" hasta que Estados Unidos finalmente ocupó Haití en 1915.: 330–331  Un ejemplo de un conflicto entre Estados Unidos y Haití fue el asunto Môle Saint-Nicolas.

### Ocupaciones de Haití por los Estados Unidos (1915–1934)
Desde 1915 hasta 1934, los marines de los Estados Unidos ocuparon Haití. Antes de la ocupación, los militares estadounidenses tomaron el control de los bancos y recolectaron $ 500,000 para retener en Nueva York. La constitución haitiana se escribió de una manera que impidió a las entidades extranjeras poseer tierras u operar en Haití. Sin embargo, como resultado de la ocupación, los Estados Unidos influyeron en el gobierno haitiano para que reescribiera la constitución y revocara una disposición de 1804 que prohibía a los extranjeros poseer tierras en Haití. Esta ocupación impactó la economía de la nación, así como la autoimagen e independencia de la gente. En última instancia, los haitianos se unieron en la resistencia de la ocupación estadounidense y las fuerzas estadounidenses abandonaron en 1934. Quedó atrás un ejército haitiano recién entrenado (el Garde) formado principalmente por soldados negros y oficiales mulatos, que dominaron el cargo político hasta 1947.

### Intervenciones de Estados Unidos en Haití (1957–2005)
Desde 1957 hasta 1971, Francois Duvalier gobernó Haití bajo una dictadura represiva, pero algunos sostienen que Estados Unidos toleró el régimen porque era completamente anticomunista y un contrapeso a la Cuba comunista durante la Guerra Fría. [cita] Cuando murió Duvalier, su hijo, Jean-Claude ("Baby Doc") se hizo cargo y mantuvo muchas de las políticas de su padre.: 3–4 
El gobierno de Reagan obligó a Baby Doc a irse en 1986, y cuando surgió una dictadura militar represiva, el presidente Reagan suspendió la ayuda. El George H.W. La Administración de Bush también embargó y luego bloqueó a Haití, suspendiendo todo menos la ayuda humanitaria.: 4 
Después de la caída de la familia Duvalier y otros regímenes militares, Jean-Bertrand Aristide fue elegido en 1990, pero fue derrocado en un golpe de Estado 7 meses después. De 1991 a 1994, la Administración Clinton impuso un bloqueo económico, que empobreció aún más al país, y finalmente la Administración Clinton intervino militarmente en 1994 para restaurar el poder de Aristide.: 4   El apoyo de los Estados Unidos a Aristide disminuyó debido a preocupaciones de corrupción, y una rebelión armada en febrero de 2004 lo llevó a su exilio.: 4 
Después de que René Preval sucedió a Aristide, la ayuda fluyó nuevamente a Haití, con un total de $ 1.5 mil millones desde 1990 hasta 2005.: 7 

## La política actual de los Estados Unidos hacia Haití
Algunos expertos en políticas argumentan que la política y las intervenciones de los Estados Unidos han empeorado los problemas en Haití, lo que hace que el bienestar del país sea una responsabilidad de los Estados Unidos.: 5  La política de los Estados Unidos hacia Haití tiene la intención oficial de fomentar y fortalecer la democracia; ayudar a aliviar la pobreza, el analfabetismo y la desnutrición; promover el respeto por derechos humanos; y contrarrestar la migración ilegal y el narcotráfico. Los Estados Unidos también apoyan y facilitan el comercio y la inversión bilaterales junto con la migración legal y los viajes. Los objetivos de las políticas de los Estados Unidos se alcanzan a través de una acción bilateral directa y trabajando con la comunidad internacional. Estados Unidos ha asumido un papel de liderazgo en la organización de la participación internacional con Haití. Los Estados Unidos trabajan en estrecha colaboración con la Organización de los Estados Americanos (OEA), en particular a través del grupo Secretario General de la Organización de los Estados Americanos "Grupo de los Amigos de Haití" incluyó a Estados Unidos, Canadá, Francia, Venezuela, Chile, Argentina, que se amplió en 2001 para agregar Alemania, España, Noruega, México, Guatemala, Belice y Las Bahamas), La Comunidad del Caribe (CARICOM), y los países individuales para lograr los objetivos de las políticas.[cita requerida]
Según una encuesta de 2005-2006, el 67 por ciento de los haitianos emigraría si pudiera, y 2 millones de personas de ascendencia haitiana viven en los Estados Unidos, el 60 por ciento de los cuales son nacidos en Estados Unidos. Cuatro quintos de los ciudadanos con educación universitaria en Haití viven fuera de Haití. Tras el terremoto de enero de 2010, el Departamento de Seguridad Nacional detuvo temporalmente las deportaciones de haitianos y otorgó el estatus de protección temporal por 18 meses a los nacionales haitianos.: ii 
En 2010, Bill Clinton se disculpó por su papel en exigir que Haití redujera los aranceles a la importación de arroz subsidiado de los Estados Unidos, lo que tuvo un efecto negativo en los productores de arroz de Haití en el Norte. El 24 de mayo de 2010, el Programa de Elevación Económica de Haití (HELP, por sus siglas en inglés) se firmó en la ley de EE. UU., Garantizando aranceles preferenciales para las prendas producidas por haitianos. El 22 de octubre de 2012, la Secretaria de Estado interina de Estados Unidos Hillary Clinton pronunció el discurso de apertura para la apertura del polémico Parque industrial Caracol.
En 2011, WikiLeaks filtró información que mostraba que la administración de Obama luchó para mantener los salarios de los haitianos en 31 centavos por hora cuando el gobierno de Haití aprobó una ley que aumentaba su salario mínimo a 61 centavos por hora. Además, los cables diplomáticos filtrados por WikiLeaks indican que Estados Unidos presionó a Haití para tratar de impedir que se uniera a PetroCaribe, un acuerdo de cooperación energética entre los países del Área del Caribe y Venezuela.

## Ayuda económica y de desarrollo de los Estados Unidos a Haití

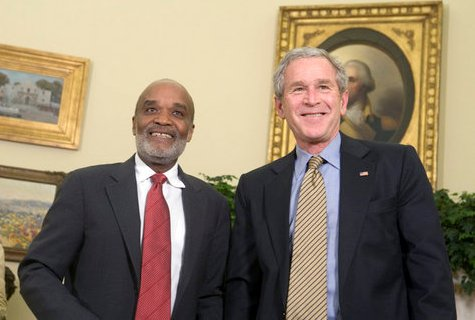
Presidente haitiano René Préval (derecha) y George W. Bush (izquierda) en la Oficina Oval, Casa Blanca en Washington, DC, el 8 de mayo de 2007.

La inseguridad política y la incapacidad de los gobiernos de Haití para invertir en el desarrollo de los recursos naturales y humanos del país han contribuido significativamente al actual estado de subdesarrollo del país. Los esfuerzos de Estados Unidos para fortalecer la democracia y ayudar a construir las bases para el crecimiento económico apuntan a rectificar esta condición. Los Estados Unidos han sido el mayor donante de Haití desde 1973. Entre el año fiscal 1995 y el año fiscal 2003, los Estados Unidos contribuyeron con más de $ 850 millones en asistencia a Haití. Desde 2004, los EE. UU. Han proporcionado más de $ 600 millones para mejorar la gobernabilidad, la seguridad, el estado de derecho, la recuperación económica y las necesidades humanas críticas. La solicitud de presupuesto del Presidente para el año fiscal 2007 fue de $ 198 millones. Los fondos del gobierno de los Estados Unidos se han utilizado para apoyar programas que han abordado una variedad de problemas.
Sin embargo, algunos expertos han criticado la naturaleza condicional de la ayuda estadounidense a Haití. A menudo, la ayuda de los Estados Unidos se proporciona según las condiciones dictadas por los objetivos de la política de los Estados Unidos, no por las instituciones haitianas. Este parece ser el caso de algunos programas de ONG financiados por USAID.: 27  USAID también desempeñó un papel en la erradicación del cerdo criollo, un activo importante para los pequeños agricultores haitianos, durante la década de 1980 como parte de un esfuerzo para combatir un brote del virus de la peste porcina africana.
Haití ha estado plagado durante décadas por un desempleo y un subempleo extremadamente altos. La abrupta caída en los empleos en el sector de la construcción urbana, desde un máximo de más de 100,000 en 1986 a menos de 20,000 en 2006, exacerbó la escasez de empleos. Para revitalizar la economía, la asistencia de los Estados Unidos intenta crear oportunidades para un empleo estable y sostenible para la creciente población, particularmente en las áreas rurales. Más recientemente, los programas que ayudan a aumentar los préstamos de los bancos comerciales a las microempresas, especialmente en el sector agrícola, han ayudado a crear un número significativo de empleos. La asistencia de los Estados Unidos se canaliza principalmente a través de agencias voluntarias privadas y contratistas para garantizar la implementación eficiente de los programas de asistencia de los Estados Unidos.[cita requerida]

## Lucha contra el narcotráfico haitiano.
Haití es un importante punto de transbordo para los narcóticos sudamericanos, principalmente la cocaína, que se envía a los Estados Unidos. Para contrarrestar esta amenaza, EE. UU. Ha tomado una serie de medidas, entre ellas, examinar y capacitar a la división antinarcóticos de la Policía Nacional de Haití, proporcionar asistencia material y capacitación a la Guardia Costera de Haití para la interdicción de drogas y migrantes, y obtener la expulsión de varios traficantes bajo acusación en los Estados Unidos.

## Respuesta de Estados Unidos al terremoto de Haití 2010

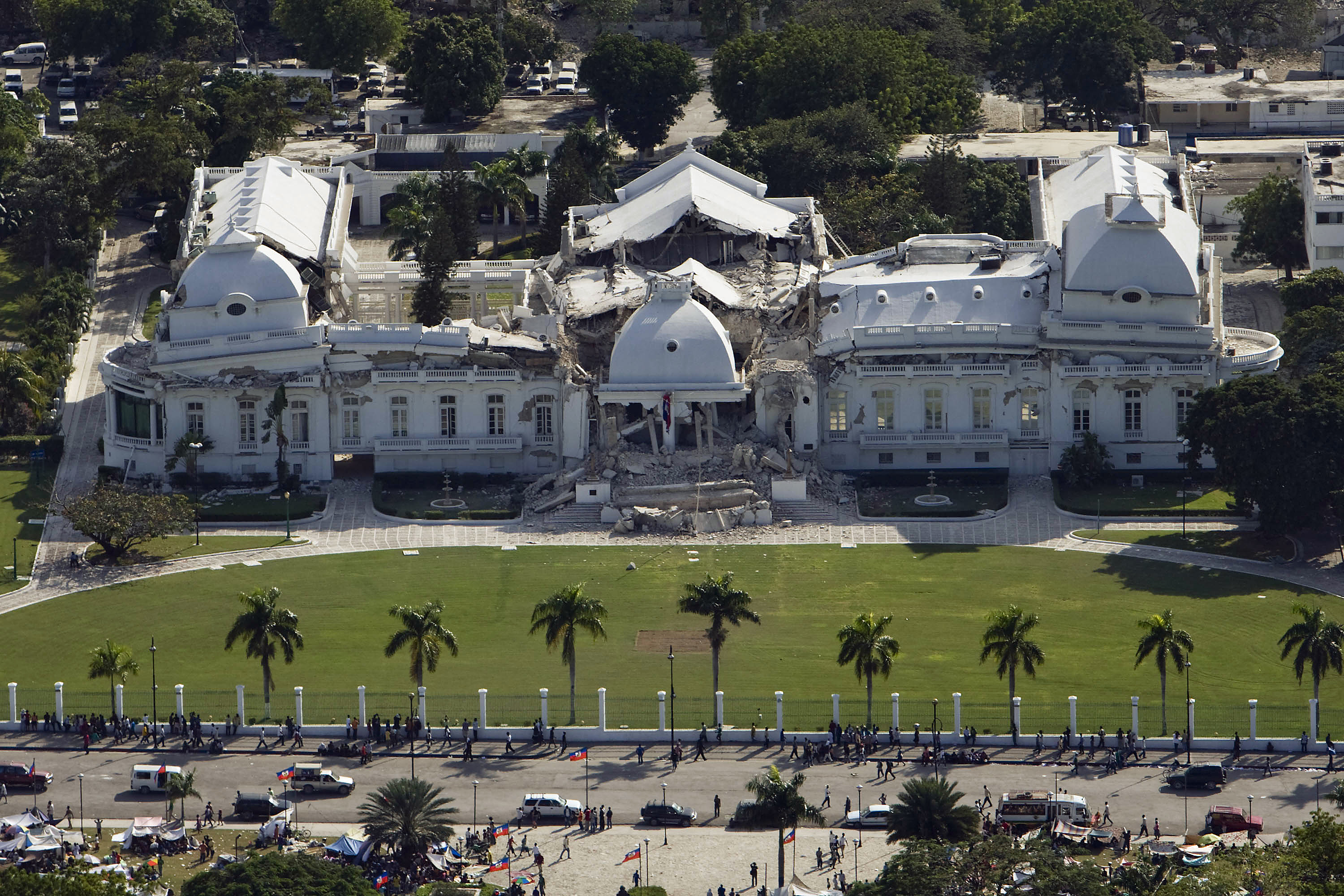
El Palacio Nacional después del terremoto de 2010.

El terremoto más grande jamás registrado en la historia de Haití ocurrió el 12 de enero de 2010 y registró 7.0 en la escala de Richter. El terremoto se centró a 15 millas al suroeste de Puerto Príncipe y causó daños catastróficos. El embajador de los Estados Unidos en Haití, Kenneth H. Merten, emitió una declaración de desastre y la Agencia de los Estados Unidos para el Desarrollo Internacional (USAID, por sus siglas en inglés) se convirtió en la agencia líder para la respuesta del gobierno de los Estados Unidos al desastre. USAID autorizó $ 50.000 para la implementación inicial de un programa de respuesta de emergencia. El gobierno de los EE. UU. También estableció un grupo de trabajo interinstitucional para coordinar los esfuerzos de búsqueda y rescate, la logística y el apoyo de infraestructura, la prestación de asistencia y la realización de evaluaciones de necesidades.: ii 
Los informes recientes sugieren que cierta ayuda humanitaria en especie de los Estados Unidos ha interrumpido algunos de los mercados internos de Haití, incluida la cadena de suministro de arroz.
Aunque el Departamento de Estado y el Departamento de Defensa han reservado $ 98.5 millones para eliminar 1.2 millones de yardas cúbicas de escombros, los esfuerzos se ven obstaculizados por la falta de equipo y recursos.
El 14 de enero, el gobierno de Obama anunció $ 100 millones en asistencia humanitaria a Haití para satisfacer sus necesidades inmediatas, además de los fondos preexistentes asignados para Haití. La Oficina de Asistencia para Desastres en el Extranjero (OFDA) de USAID envió un Equipo de Respuesta de Asistencia en Desastres (DART) de 32 miembros.: 11 

### U.S. respuesta militar
El Comando Sur de los Estados Unidos (SOUTHCOM) supervisó la respuesta del Departamento de Defensa (DOD) y desplegó activos militares en la Operación Respuesta de los Estados Unidos que apoyaron los esfuerzos de asistencia internacional y de los EE. UU. A partir de febrero de 2010, el DOD tenía 20.458 efectivos militares estacionados en Haití o en sus aguas. Veintiséis buques de la Armada y la Guardia Costera, 68 helicópteros y más de 50 aviones de ala fija ayudaron en el transporte de suministros, personal de socorro y rescate, y víctimas. El personal de comando de Operaciones Especiales de la Fuerza Aérea de los EE. UU. Fue enviado a Puerto Príncipe dentro de las 24 horas posteriores al terremoto y restableció la capacidad de control del tráfico aéreo y habilitó las operaciones en el aeródromo, proporcionó servicios médicos inmediatos y realizó misiones de búsqueda y rescate. A partir de febrero de 2010, el DOD entregó 2,1 millones de aguas embotelladas, 1,79 millones de raciones de alimentos, más de 100.000 libras de suministros médicos y más de 844,000 de combustible a granel. Las tareas adicionales realizadas por el personal del DOD incluyen tratamiento de víctimas tanto en tierra como a flote, reconocimiento aéreo para ayudar en los esfuerzos de rescate/suministro, distribución de radios comerciales de mano y suministro de capacidad de transmisión de radio para información de servicios de emergencia.: 12 

## Comentario de los "países de mierda" de Donald Trump
El 11 de enero de 2018, The Washington Post informó que, en un debate sobre la protección de los inmigrantes de Haití, El Salvador y los países africanos, Donald Trump dijo: "¿Por qué tenemos aquí a toda esta gente de los países de mierda? " Además, afirmó que cualquiera que intentara migrar desde Haití tenía sida y que eran "vectores de VIH". Después de que se publicó el informe, Trump negó en Twitter que usara el término "países de mierda", pero dijo que usó lenguaje duro en relación con los países. Mientras tanto, un portavoz de Naciones Unidas condenó el comentario de Trump, describiéndolo como "racista". Laurent Lamothe, el ex primer ministro de Haití, también criticó el comentario de Trump. Tras varios días de disturbios por los comentarios de Trump, la embajada estadounidense en Puerto Príncipe se cerró el 23 de enero de 2018.

## U.S. oportunidades de negocio en Haití
Otras oportunidades para las empresas estadounidenses incluyen el desarrollo y el comercio de productos agrícolas crudos y procesados; suministros y equipos médicos; la reconstrucción y modernización de la infraestructura agotada de Haití; desarrollo del turismo y sectores afines, incluyendo artes y oficios; y mejorar la capacidad en las operaciones de eliminación de desechos, transporte, energía, telecomunicaciones y ensamblaje de exportaciones. Los principales insumos del sector de ensamblaje de Haití incluyen textiles, componentes electrónicos y materiales de embalaje. Otros prospectos de exportación de EE. UU. Incluyen maquinaria electrónica, incluidos equipos de generación de energía, sonido y televisión, plásticos y papel, materiales de construcción, accesorios de plomería, ferretería y madera. Los beneficios para los importadores y exportadores haitianos y estadounidenses están disponibles en virtud de la Ley de Asociación Comercial de la Cuenca del Caribe (CBTPA), que prevé la exportación libre de impuestos de muchos productos haitianos ensamblados a partir de componentes o materiales de EE. UU., El programa sucesor de la Iniciativa de la Cuenca del Caribe. y la Ley HOPE, que proporciona preferencias adicionales libres de impuestos para productos de prendas de vestir / textiles que califican y arneses de cables para automóviles.
También existen oportunidades de exportación en los Estados Unidos para vehículos con tracción en las cuatro ruedas, productos electrónicos de consumo, arroz, trigo, harina, grasas animales y vegetales, carne, verduras y alimentos procesados. El Gobierno de Haití busca reactivar y desarrollar industrias agrícolas en las que Haití disfruta de ventajas comparativas, entre las que se encuentran los aceites esenciales, especias, frutas y verduras, y sisal. El gobierno fomenta la entrada de nuevas innovaciones tecnológicas y de capital. Puede encontrar información adicional sobre oportunidades de negocios en Haití en la Guía comercial nacional para Haití.

## Estableciendo un negocio en los Estados Unidos en Haití
Las personas que deseen practicar un comercio en Haití deben obtener una visa de inmigrante de un Consulado de Haití y, en la mayoría de los casos, un permiso de trabajo del gobierno. Los comerciantes transitorios y residentes también deben tener una tarjeta de identificación profesional.
Todavía existen restricciones de propiedad para los extranjeros. Los derechos de propiedad de los extranjeros están limitados a 1.29 hectáreas en áreas urbanas y 6.45 hectáreas en áreas rurales. Ningún extranjero puede poseer más de una residencia en el mismo distrito, o poseer propiedades o edificios cerca de la frontera. Para poseer bienes inmuebles, es necesaria la autorización del Ministerio de Justicia.

## Principales funcionarios de Estados Unidos en Haití
- Embajador - Michele J. Sison
- Jefe de Misión Adjunto - Robin Daillo
- Oficial de Asuntos Públicos - James Ellickson-Brown
- Director de USAID - Jene Thomas

## Principales funcionarios haitianos en los Estados Unidos.
- Embajador - Paul Altidor

## Misiones diplomáticas
- Haití tiene una embajada en Washington D. C. y consulados generales en Atlanta, Boston, Chicago, Miami, Nueva York y Orlando.[29]
- Los Estados Unidos tienen una embajada en Puerto Príncipe.[30]